# Daichi Tagami
Daichi Tagami (田上 大地 Tagami Daichi?), född 16 juni 1993 i Chiba prefektur, är en japansk fotbollsspelare.
Tagami började sin karriär 2016 i V-Varen Nagasaki. Han spelade 66 ligamatcher för klubben. 2019 flyttade han till Kashiwa Reysol.